# Megaselia nidanurae
Megaselia nidanurae är en tvåvingeart som beskrevs av Ronald Henry Lambert Disney 1995. Megaselia nidanurae ingår i släktet Megaselia och familjen puckelflugor. Inga underarter finns listade i Catalogue of Life.